# Ischnomantis perfida
Ischnomantis perfida är en bönsyrseart som beskrevs av Guérin-Méneville 1849. Ischnomantis perfida ingår i släktet Ischnomantis och familjen Mantidae. Inga underarter finns listade i Catalogue of Life.